# Вилета I (Венеција)
Вилета I је насеље у Италији у округу Венеција, региону Венето.
Према процени из 2011. у насељу је живело 174 становника. Насеље се налази на надморској висини од 10 м.